# ラナン (カマイルカ)
ラナンは、石川県七尾市の「のとじま臨海公園水族館」にて飼育されているカマイルカである。1996年に尾びれを失ったため、2007年に人工尾びれを付けた日本で2例目のイルカで、水族館によると世界で2例目である。

## 経歴
ラナンは体長2 m、体重102 kg、1993年ごろに産まれたと推定される野生のカマイルカのメスである。
1996年2月、ラナンは、能登半島近海の定置網に迷いこんでしまい、のとじま水族館に保護される。ラナンは搬入された当時から尾びれの両先端が白く化膿しており、抗菌薬の投与などの獣医師の治療のかいもなく、一命は取り留めたものの、尾びれの中心部の約10cmを残して両端が失われ、通常のイルカの1/3を残すのみとなった。
尾が無くとも水族館で生きていくには支障はないものの、ラナンは他のイルカたちとは違い、イルカショーにも出られず、治療用のプールなどで独りで過ごすこととなった。ラナンは尾びれが無いに等しいため、泳ぐのもままならず、運動不足が懸念され、精神の安定も心配された。また、ラナンは、通常のイルカ（鯨類）のように上下に尾びれを振って推力を得るのではなく、体の仕組みに反し、魚のように左右に尾びれを振るようになったため、体に無理がかかるのを懸念された。
事態が好転の兆しをみせたのは、2004年11月に、沖縄美ら海水族館（おきなわちゅらうみすいぞくかん）の尾びれのないバンドウイルカ「フジ」が世界で初めて人工尾びれを着けて泳いだことが報道されてからであった。のとじま水族館は人工尾びれを開発したゴムタイヤメーカーのブリヂストンと美ら海水族館に連絡を取り、協力を取り付けることに成功する。
2006年3月に、ブリヂストンの担当者が水族館を訪れ、人工尾びれを作るために、ラナンの尾びれを石膏で型をとった。そのあと、ラナンに合った幅53 cm、重さ約2 kgのシリコーンゴム製の人工ひれが制作された。フジでの人工尾びれ開発のノウハウがあり、あらかじめ装着する部分の硬さや厚さが違う数種類の人工ひれ（着脱できる3種類の人工尾びれ）が用意され、主材料の硬度シリコンゴムの堅さが異なる2種類の試験装着が始まった。
2007年1月から、ラナンは人工尾びれを装着する訓練を始めた。しかし、イルカは異物に触れるのを嫌い、人工物を付けられるのを嫌がる。最初のころのラナンは、人工尾びれを着けようとすると、尾を激しく振って嫌がったという。イルカのトレーナーの柳和也は、「こんなことをしてラナンのためになるのか」と迷ったという。でも、「うまく泳げるようになるから」と、心の中で呼びかけ、トレーニングを続けた。
人工尾びれを付けても、ラナンはただ浮いているだけという状態が1年近く続いた。トレーナーらはけっして急がず、ラナンの慣れを待った。トレーナーはラナンの尾びれにタオルを巻いたり、ゴム手袋をはめるなどしながら、尾びれに異物が装着されることを嫌がるラナンを徐々に慣らしていった。そのうち、ラナンは人工尾びれに次第に慣れてきたため、トレーナーは「握手」や「回転」という簡単な訓練を始めた。ラナンが上手に訓練ができた時は、好物のサバの切り身を与え、誉めたという。ラナンの訓練の覚えはよかったという。
人工尾びれを装着し始めて3年、地道な訓練の結果か、人工尾びれに改良を加えたからか、2009年の夏ごろから人工ひれのラナンは元気な力強い泳ぎができるようになり、2010年3月20日に訓練の様子を一般公開できるまでに回復した。ラナンは立ち泳ぎや背泳ぎができるようになっていた。ほかに、「バイバイ」の演技やボール運び、陸上のステージに上がる訓練も行い、また、半日ほど人工尾びれを付けたままにしておく訓練もしている。2010年3月現在、ラナンの訓練の公開は1日2回、10分間ずつだけにとどめている。2017年5月時点で、のとじま水族館でのイルカの飼育日数としては最も長く飼育されている（2017年5月20日現在7762日）。
のとじま水族館の獣医師・小松由章によれば、「本来の泳ぎができるように、人工ひれにもっと改良を加えていければ」と話している。

### 人工尾びれ
人工尾びれは、横50 cm、縦25 cm、重さ2.1 kgで、カバーをかぶせネジとナットで取り付ける。
開発者のブリヂストンによれば、「当社が持つ材料開発技術、ゴム設計・開発技術を応用」し、また、「材料には、天然ゴムを主体とした反発弾性が高く、耐候性がよいゴムを採用」している。さらに、人工尾びれの「芯には補強層として帆布を採用」して開発したとしている。これらの善意により、ラナンは泳げるようになり、水族館は2010年5月18日、ブリヂストンの開発担当者へ、イルカのガラス細工の記念品を贈与した。